# Sino-tibetanske sprog
Den Sino-tibetanske sprogfamilie er en af verdens største.
Den indeholder to store grene:
- Kinesiske sprog, deriblandt mandarin og flere andre sprog som er konventionelt betegnet "dialekter";
- Tibeto-burmansk, deriblandt tibetansk og burmesisk.